# The End Records
The End Records est un label indépendant américain spécialisé dans le rock progressif et le heavy metal, installé à Brooklyn, dans l'État de New York. Il édite des groupes notoires comme The Gathering.

## Histoire

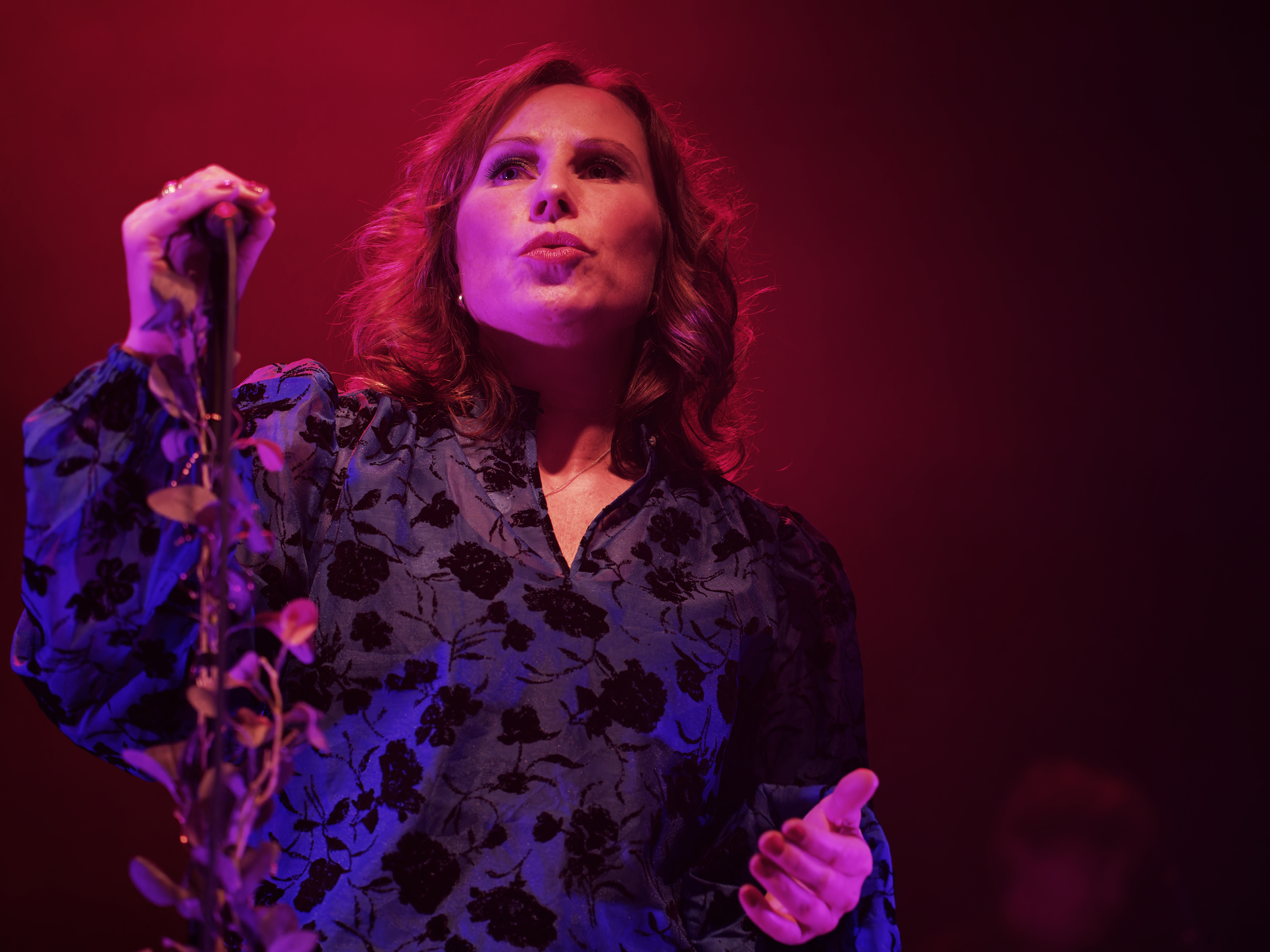
The Gathering (ici en 2022), signataires du label.

The End Records est fondé par Andreas Katsambas à Pasadena, en Californie, dans le but d'aider les petits artistes underground. En l'espace de trois ans, c'est devenu un travail à plein temps et Katsambas déménage ses bureaux à Salt Lake City en 2002. Trop underground pour obtenir un contrat de distribution national, il lance sa propre boutique en ligne, vendant chaque album pour 10 dollars, frais de port compris ; la vente par correspondance (The Omega Order) permettra de couvrir les dépenses de base et commencera lentement à faire venir d'autres titres.
Les trois années suivantes sont cruciales pour l'expansion du label qui commence à signer des groupes tels que The Gathering, Crisis, Arcturus, et Ulver. Le label ajoute en 2006 trois groupes multi-genres à son catalogue : Unexpect, Estradasphere et Sleepytime Gorilla Museum. The End Records est le label de plus d'une vingtaine de groupes à travers le monde. En 2006, il signe aussi avec Stolen Babies et ré-édite leur album There be Squabbles Ahead. 
En 2007, The End fait l'objet d'un article dans Fortune Small Business et CNN, ce qui vaut à Fortune son seul prix du New York Press Club pour les informations sur le divertissement dans la catégorie des magazines. En pleine ascension et gagnant l'attention de la presse, 2008 leur vaut le prix CMJ Indie Label de l'année. La même année, ils célèbrent l'entrée de Mindless Self Indulgence dans le Top 30 du Billboard, la meilleure entrée pour le groupe, qui place également trois singles dans le Top 5 des charts numériques la même semaine. Après avoir remporté le concours de l'Eurovision avec 120 000 000 de voix, le groupe de finlandais de heavy metal Lordi rejoint l'équipe, peu après The Answer, qui est choisi par AC/DC pour assurer la première partie de sa tournée mondiale de 2008.
The End est également devenu plus qu'un simple label en 2014, en élargissant son modèle commercial pour devenir un sous-distributeur de petits labels indépendants, notamment 7 Hz, Crash Collide Records, Evilive Records, Imagen Records, Music For Nations, Small Stone Records, Svart Records, The Middle Ground, Unruly Sounds, Warner Music UK, Universal Scandinavia et Wanz0matic Records.
En juin 2016, The End est racheté par BMG Rights Management,.

## Distribution
The End Records est distribué par trois sources : The Omega (leur magasin en ligne officiel), RED Distribution (société qui gère la distribution dans les magasins nord-américains) et Candlelight Records et son réseau de distribution s'occupe de la distribution européenne.